# Willy-Brandt-Kreis
Der Willy-Brandt-Kreis ist ein eingetragener Verein, dessen Zweck laut Satzung es ist, „durch Veranstaltungen, Publikationen oder in anderer Weise Beiträge zu Fragen des friedlichen Zusammenlebens der Völker und zu Fragen des sozialen und gerechten innerstaatlichen Zusammenlebens auf der Grundlage der Ideen des verstorbenen Bundeskanzlers Willy Brandt zu leisten“. Der Sitz des Vereins ist Berlin.
Der Willy-Brandt-Kreis wurde Ende 1997 gegründet. Zu den Gründungsmitgliedern gehörten unter anderen Egon Bahr, Peter Bender, Peter Brandt,  Günter Grass, Günter Gaus, Friedrich Schorlemmer, Klaus Staeck und  Christa Wolf.
Vorsitzende des Willy-Brandt-Kreises (Stand Oktober 2018) ist Heidemarie Wieczorek-Zeul. Stellvertretende Vorsitzende sind Peter Brandt und Daniela Dahn.
Der Kreis veröffentlichte zahlreiche Erklärungen zu Fragen der Friedens- und Sicherheitspolitik.